# Santa Fé de Mondújar
Santa Fé de Mondújar ist ein südspanischer Ort und eine Gemeinde (municipio) mit insgesamt 494 Einwohnern (Stand: 2024) im Süden der Provinz Almería in der autonomen Region Andalusien.

## Lage und Klima
Der Ort Santa Fé de Mondújar liegt auf dem Nordufer des Río Andarax im Osten der Berge der Sierra de Gádor etwa 29 km (Fahrtstrecke) nördlich der am Mittelmeer gelegenen Provinzhauptstadt Almería in einer Höhe von ca. 235 m. Das Klima ist gemäßigt bis warm; der eher spärliche Regen (ca. 230 mm/Jahr) fällt – mit Ausnahme der zumeist extrem trockenen Sommermonate – verteilt übers Jahr.

## Bevölkerungsentwicklung
| Jahr      | 1857 | 1900 | 1981 | 2000 | 2020 |
| Einwohner | 681  | 842  | 1210 | 473  | 461  |

Aufgrund der Mechanisierung der Landwirtschaft, der Aufgabe bäuerlicher Kleinbetriebe („Höfesterben“) und dem daraus resultierenden Verlust von Arbeitsplätzen ist die Einwohnerzahl der Gemeinde in der zweiten Hälfte des 20. Jahrhunderts deutlich gesunken.

## Wirtschaft
Bis ins 20. Jahrhundert hinein lebten die Bewohner des Ortes als Selbstversorger von den Erträgen ihrer Felder und Hausgärten. In geringem Umfang wurde auch Viehzucht (v. a. Schafe, Ziegen und Schweine) betrieben; Esel wurden als Tragtiere gehalten. Dieser Zustand änderte sich erst mit der zunehmenden Mechanisierung der Landwirtschaft und dem Ausbau der Infrastruktur im 20. Jahrhundert. Heute dominieren Orangenbaumplantagen; in geringerem Umfang werden unter Folien auch Tomaten angebaut. Im Ort selbst haben sich Kleinhändler, Handwerker und Dienstleister aller Art angesiedelt.

## Geschichte
In der Umgebung von Santa Fé de Mondújar befindet der bedeutende prähistorische Fundort Los Millares. Iberische, römische und westgotische Spuren fehlen weitgehend oder ganz. Es ist davon auszugehen, dass Berber aus dem Maghreb im 8. Jahrhundert die eigentlichen Gründer des Ortes waren, der im ausgehenden 15. Jahrhundert von den Christen rückerobert (reconquista) wurde. Viele Mauren aus dem Süden Spaniens zogen sich in dieser Zeit in die abgelegenen Berge der Alpujarras zurück; vereinzelte Versuche zur endgültigen Christianisierung schlugen fehl, doch erst nach den Moriskenaufständen der Jahre 1499 bis 1501 und 1568 bis 1571 wurden die letzten Muslime zu Beginn des 17. Jahrhunderts ausgewiesen bzw. umgesiedelt. Danach verfiel der Ort und erlangte erst allmählich durch Neusiedler aus anderen Teilen der Iberischen Halbinsel seine ursprüngliche Größe wieder.

## Sehenswürdigkeiten

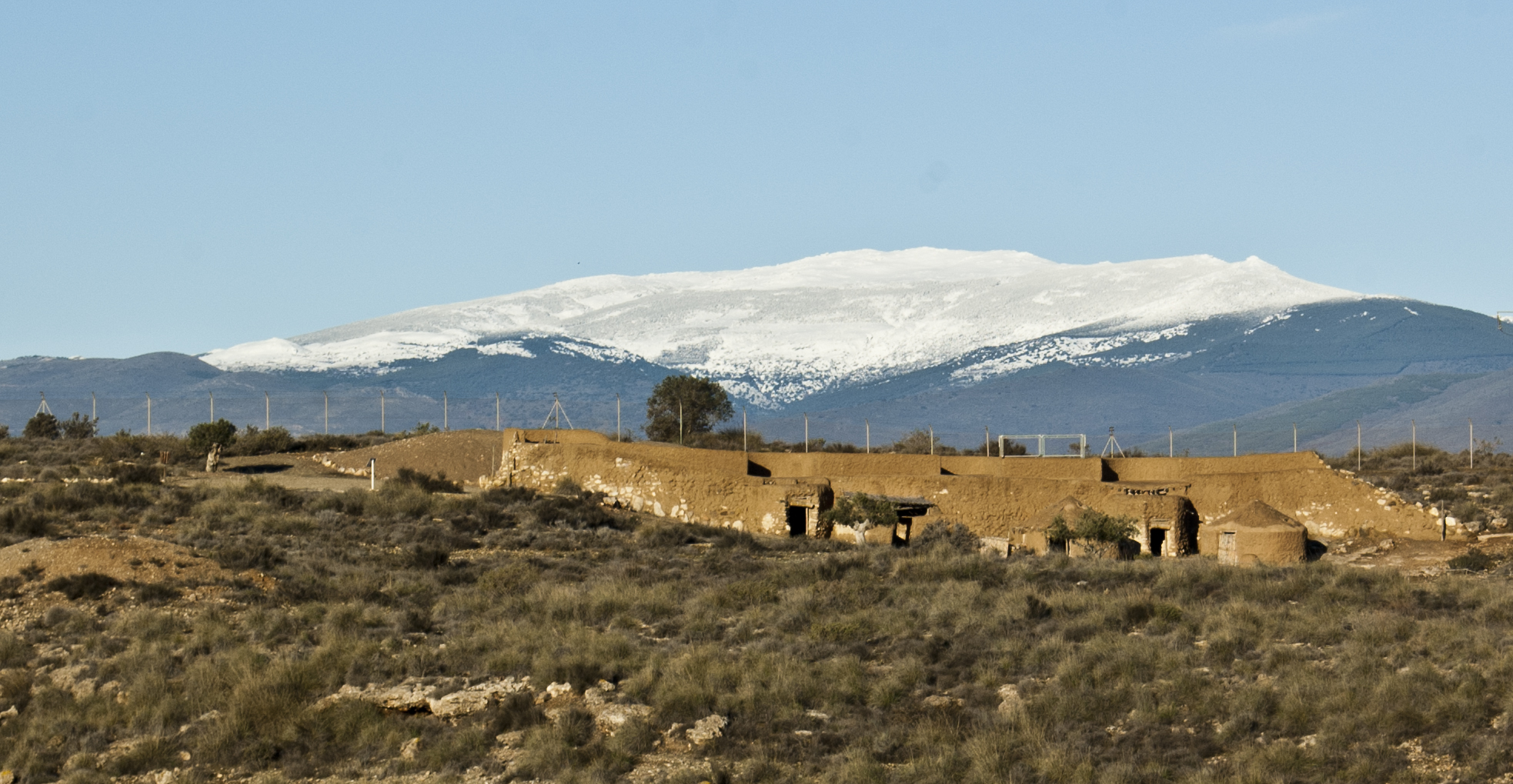
Los Millares

- Die zumeist aus Bruchsteinen gemauerten, aber verputzten und weißgetünchten Häuser im alten Ortskern haben allesamt Flachdächer.
- Die im Mudéjar-Stil erbaute Iglesia de Nuestra Señora del Rosario entstand im 16. Jahrhundert an der Stelle einer Moschee bzw. einer älteren Kirche. Sie hat einen Turm (campanario) und ist im Innern dreischiffig, wobei alle drei Schiffe von einem hölzernen Dachstuhl überspannt werden.[5]
- Der annähernd kubische Torre Nazarí ist ein auf rechteckigem Grundriss in Bruchsteinmauerwerk (Untergeschoss) und Stampflehmbauweise (Obergeschoss) errichteter fensterloser Wachturm (atalaya) aus dem 13./14. Jahrhundert. Der nur über eine einziehbare Leiter erreichbare Eingang befindet sich in ca. 3 m Höhe. Der Turm wurde im Jahr 1985 restauriert.[6]
- Mehrere Kapellen (ermitas) bereichern das Ortsbild.
- Die im Jahr 1893 erbaute alte Eisenbahnbrücke stammt aus der Werkstatt von Gustave Eiffel. Die neue Brücke wurde im Jahr 1973 eingeweiht.

Umgebung
- Die bronzezeitliche Fundstätte Los Millares befindet sich ca. 3,5 km südwestlich des Ortes.